# Dead Man (album)
Cet article concerne la bande originale. Pour le film, voir Dead Man.
Albums de Neil Young
Mirror Ball
(1995) Broken Arrow
(1996)
Dead Man est un album de Neil Young sorti en 1996. C'est la bande originale issue du film Dead Man réalisé par Jim Jarmusch.

## Historique
La bande originale du film est un enregistrement sur des improvisations de Neil Young à la guitare électrique, mais aussi guitare acoustique, piano et orgue. L'album comporte sept titres instrumentaux de Young, entrecoupés par des poèmes de William Blake récités par Johnny Depp.
Jim Jarmusch est un admirateur de Neil Young.

## Liste des titres
Toutes les chansons sont écrites et composées par Neil Young.
| 1.    | Guitar Solo, No. 1                      | 5:18  |
| 2.    | The Round Stones Beneath the Earth      | 3:32  |
| 3.    | Guitar Solo, No. 2                      | 2:03  |
| 4.    | Why Dost Thou Hide Thyself in Clouds    | 2:25  |
| 5.    | Organ Solo                              | 1:33  |
| 6.    | Do You Know How to Use This Weapon?     | 4:25  |
| 7.    | Guitar Solo, No. 3                      | 4:31  |
| 8.    | Nobody's Story                          | 6:36  |
| 9.    | Guitar Solo, No. 4                      | 4:22  |
| 10.   | Stupid White Men...                     | 8:46  |
| 11.   | Guitar Solo, No. 5                      | 14:41 |
| 12.   | Time for You to Leave, William Blake... | 0:51  |
| 13.   | Guitar Solo, No. 6                      | 3:22  |
| 62:24 |                                         |       |

## Musicien
- Neil Young : guitares acoustique et électrique, piano, orgue